# キーパンチ

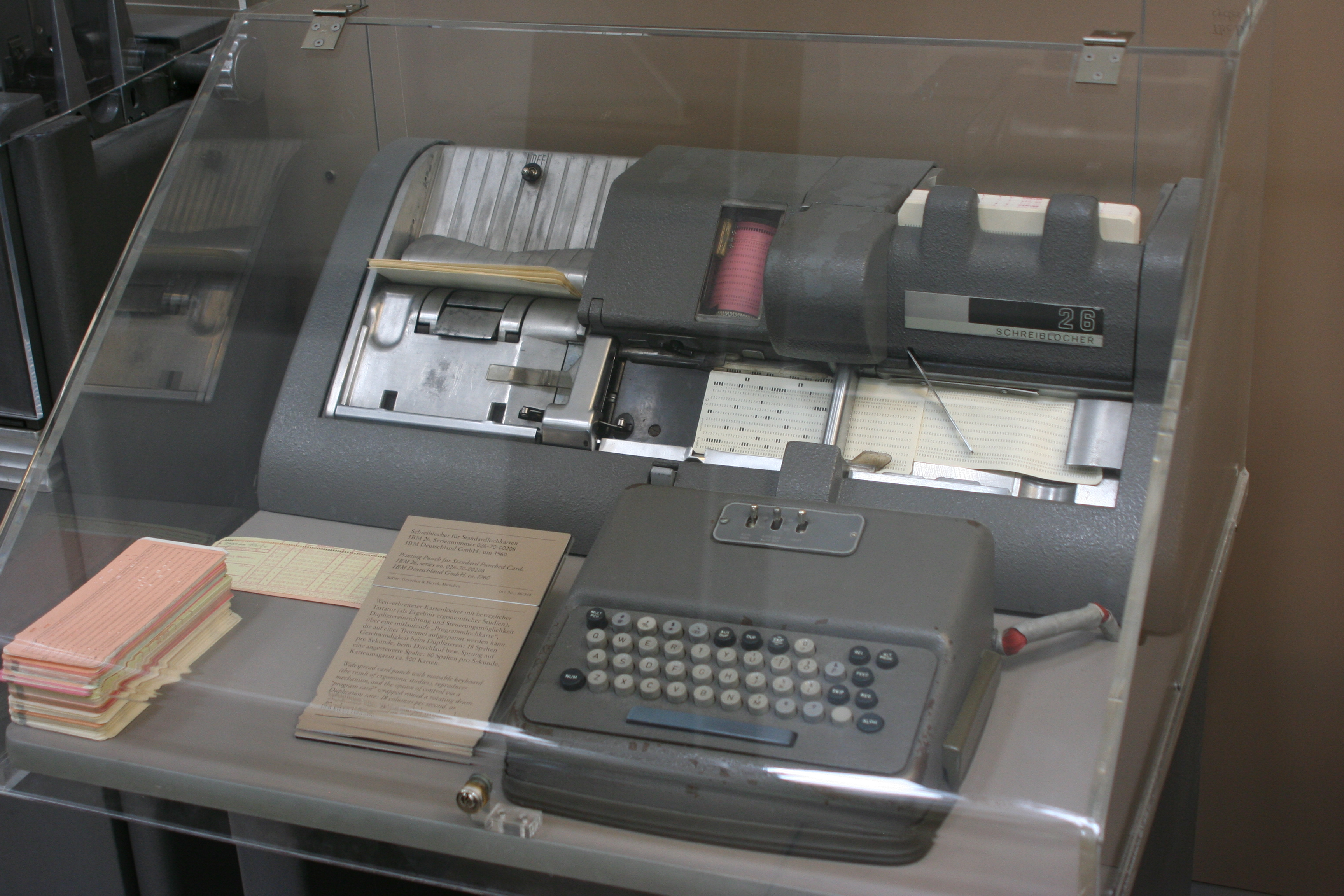
IBM 026 キーパンチ。中央上方にピンク色のプログラムカードがマウントされている。

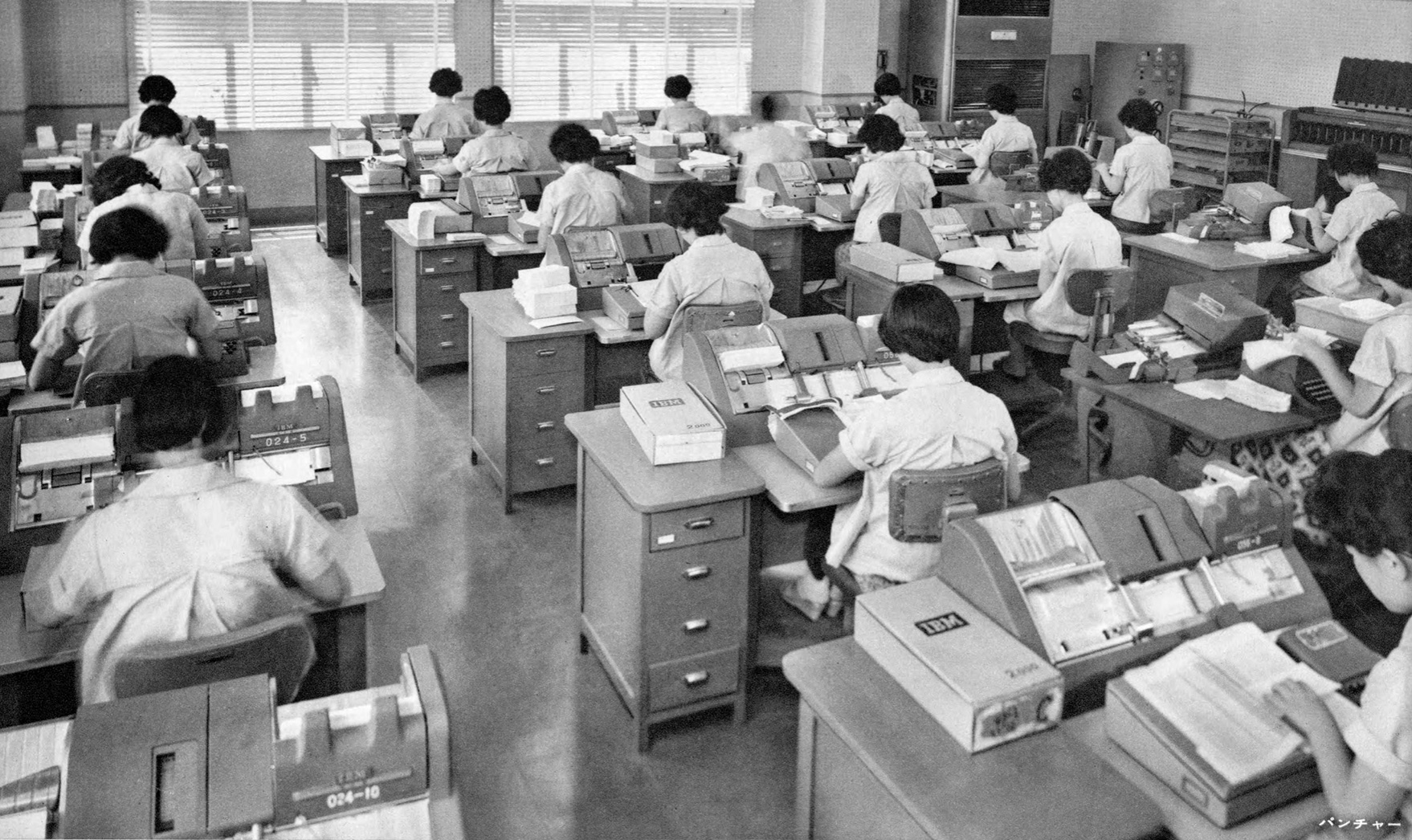
東洋工業で使われるIBM製キーパンチ（1950年代）

キーパンチ（英語: keypunch）またはカード穿孔機（カードせんこうき、英語: card punching machine）は、オペレータが押したキーによって硬質紙製カードの特定の位置に正確に穴を空けるための装置である。データを紙テープに変換する機器を指すこともある。
ジャカード織機では、プログラムが穿孔されたカードは「チェーン」と呼ばれる紙テープとして結合され、織機がそれを読み取って動作を決める。
ホレリス機やタビュレーティングマシンでは、データが穿孔されたパンチカードを読み取って処理を行う。パンチカード入出力装置を搭載したコンピュータでは、パンチカードにはコンピュータの動作を決めるデータまたはプログラムが入っている。
初期のホレリス製キーパンチは手動操作であった。後のキーパンチはいくつかの機能を統合した電動装置となった。多くはタイプライター風のキーボードが付いた一人用デスクのような形で、穿孔前のカードを置くホッパーと、穿孔後のカードが置かれるスタッカーを搭載していた。カードの上部に穿孔した文字を印刷する機種もあった。
なお、キーパンチを操作する人をキーパンチャー (keypunch operator) といって、当時は主に女性の専門職業として尊重された。また、データ入力を専門として数十人から数百人のキーパンチャーが所属する「キーパンチ部門」が存在した。

## ホレリスおよびIBMの初期のキーパンチ
ハーマン・ホレリスが発明したといわれる記録用カードとキーパンチは、1890年代以降アメリカ合衆国国勢調査局により人口調査に使われてきた。CTR（後のIBM）はこの技術を利用したキーパンチと統計機を、1923年から販売してきた。

## 第二次世界大戦後のIBMのキーパンチ
第二次世界大戦後、IBMによりキーパンチが販売され、商用に広く世界的に利用された。日本でも、1950年代から始まったパンチカードシステムから、1970年代にコンピューターシステムの入力がディスプレイと磁気メディアに代わるまで、広く利用された。

### IBM 024とIBM 026

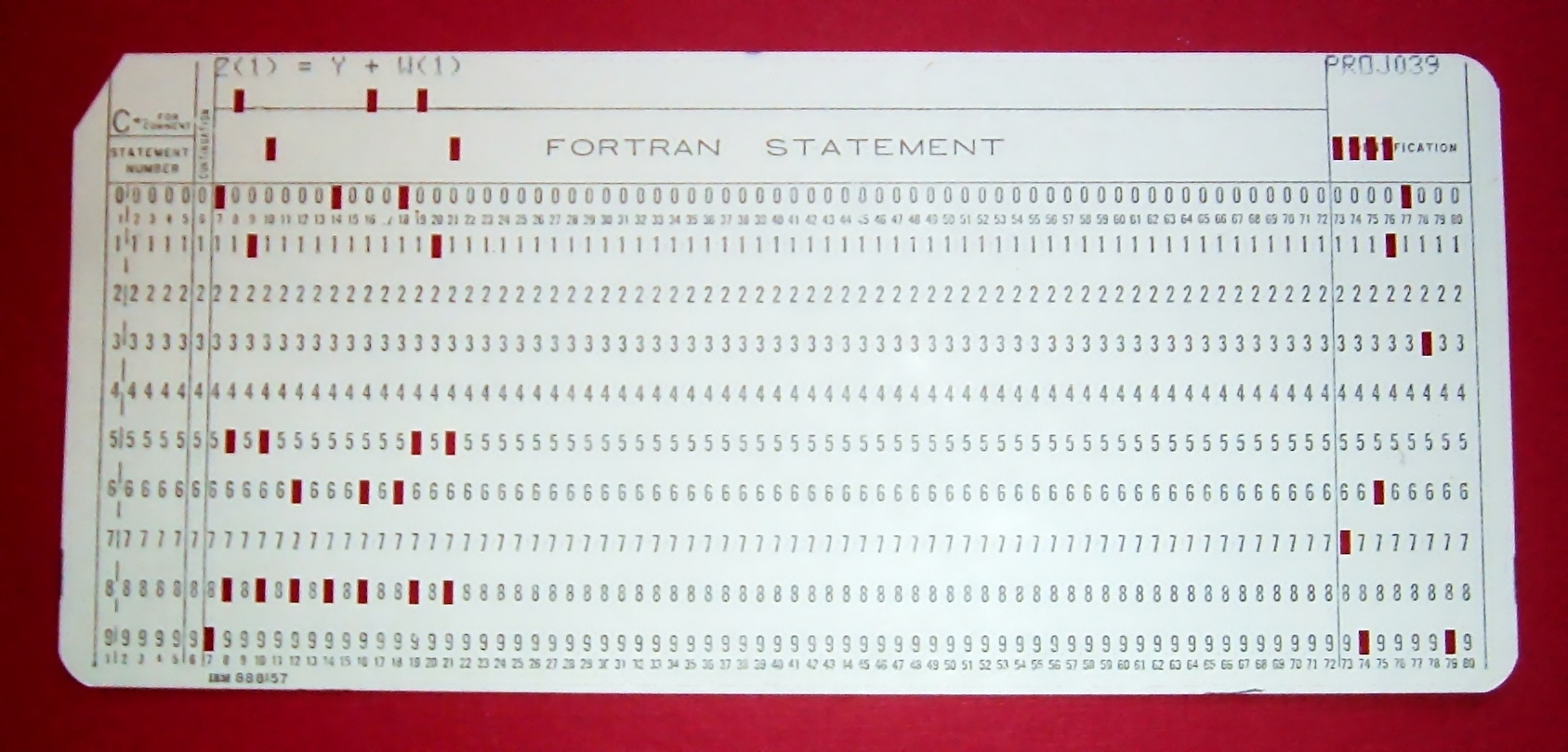
IBMの80欄カード。縦長の長方形のパンチがされた。

IBM 024穿孔機とIBM 026印刷穿孔機 (printing keypunch) はIBM 80欄カード (IBM 80-column card) 用で、1949年に発表されている。カードは右上に30枚ほどスタックできて、カードは下方にフィードされ、中央の穿孔部分で右から左へ、1欄（コラム）ごとに数字0から9またはカード上方のX-Y-Zゾーンも使って英字および簡単な特殊文字が穿孔され、それが終わると左上の部分にスタックされると同時に、右上のスタッカーから次のカードが自動的にフィードされてくる。IBM 026はIBM 024に比べて、各欄の最上位置に文字が印刷できる。

### IBM 056
IBM 024またはIBM 026で穿孔されたカードを検査する目的に、IBM 056検孔機 (verifier) が使われた。

### IBM 029

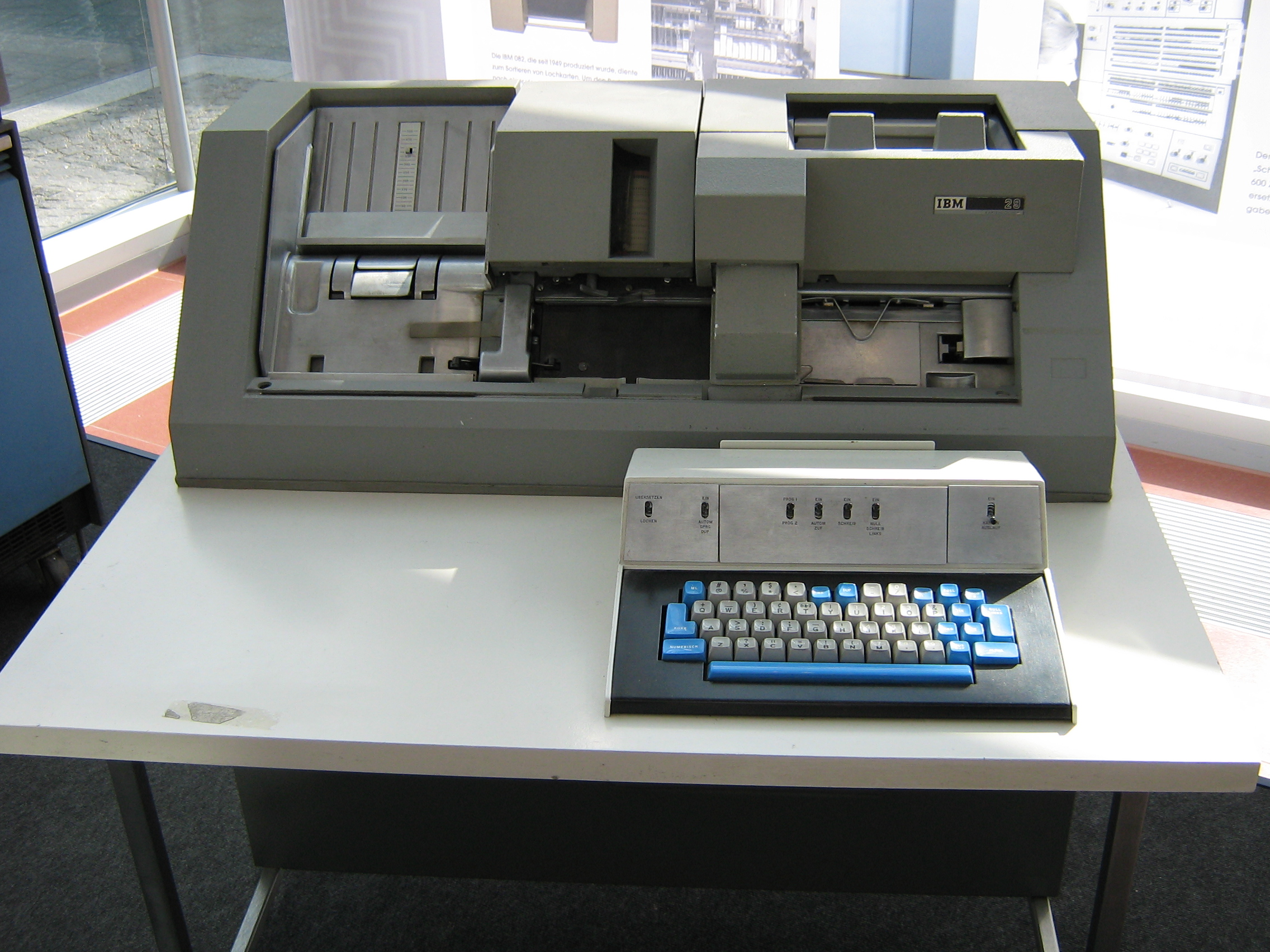
IBM 029 キーパンチ

1964年、IBMの新汎用コンピューターシリーズであるSystem/360の発表に合わせて、IBM 029印刷穿孔機も発表された。穿孔できる文字数が拡張され、1バイトで表現できる文字（EBCDIC文字）の通常使われる特殊文字も含めて穿孔できるようになった。消費電力も少なくなり、キーパンチ独特の騒音も少なくなり、キータッチも軽くなった。

#### IBM 5924
1971年、IBM漢字システム処理用に、IBM 5924 T01型 漢字穿孔機（RPQ）が発表されている。これは上記IBM 029穿孔機のA12型のカタカナ付に漢字キーボードを追加して、漢字コードの穿孔を可能にしたもので、1日本語文字を2欄（コラム）を使って穿孔している。同様な機種は日本だけでなく、韓国と台湾でも発売している。

### IBM 059
IBM 029穿孔機とともに、IBM 059検孔機が広く利用された。

### IBMの96欄カード用

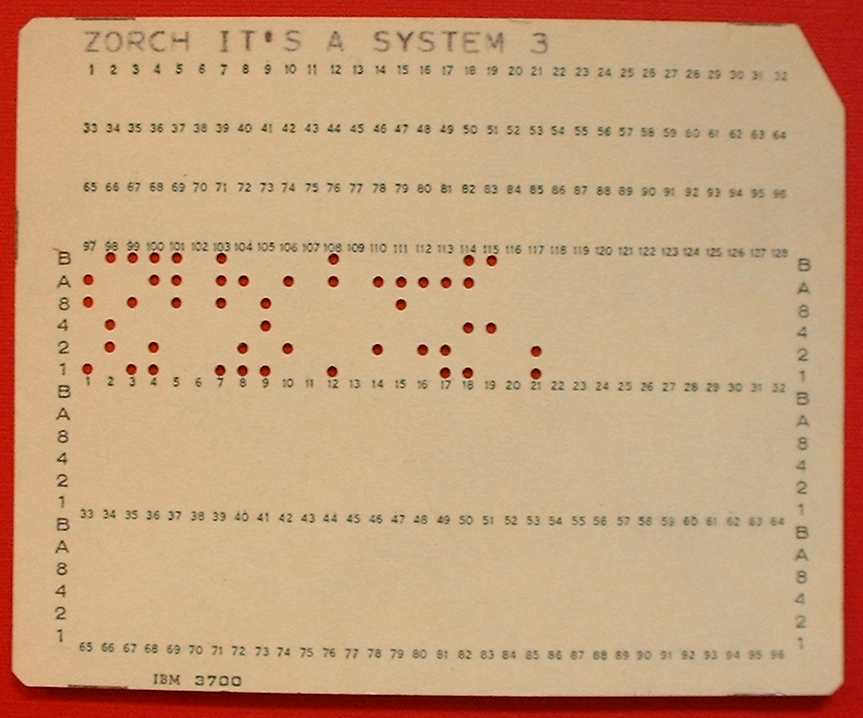
IBMのSystem/3用96欄カード

1970年代に、IBMは中小型コンピューターシリーズのSystem/3を発表し、新しく96欄カードを発売し、このために新しい穿孔機も発売している。

## 日本各社のキーパンチ
日本のコンピュータメーカも、IBM System/360に対抗、後には互換の電子計算機を製造・販売したが、同時に同じフォーマットに対応したパンチカード用周辺機器も販売した。たとえば、日立製作所は「HITAC 8000シリーズ」用に
- H-1562 カード・キーパンチ
- H-1564 カード・キーパンチ（印字付き）
- H-1592 カード・ベリファイヤ

を販売している。

## Powers、UNIVAC
アメリカ合衆国国勢調査局の職員ジェームズ・パワーズ（James Powers）が人口調査用にパワーズ・キーパンチを開発し、後にレミントンランド（後のユニシス）と合併した。

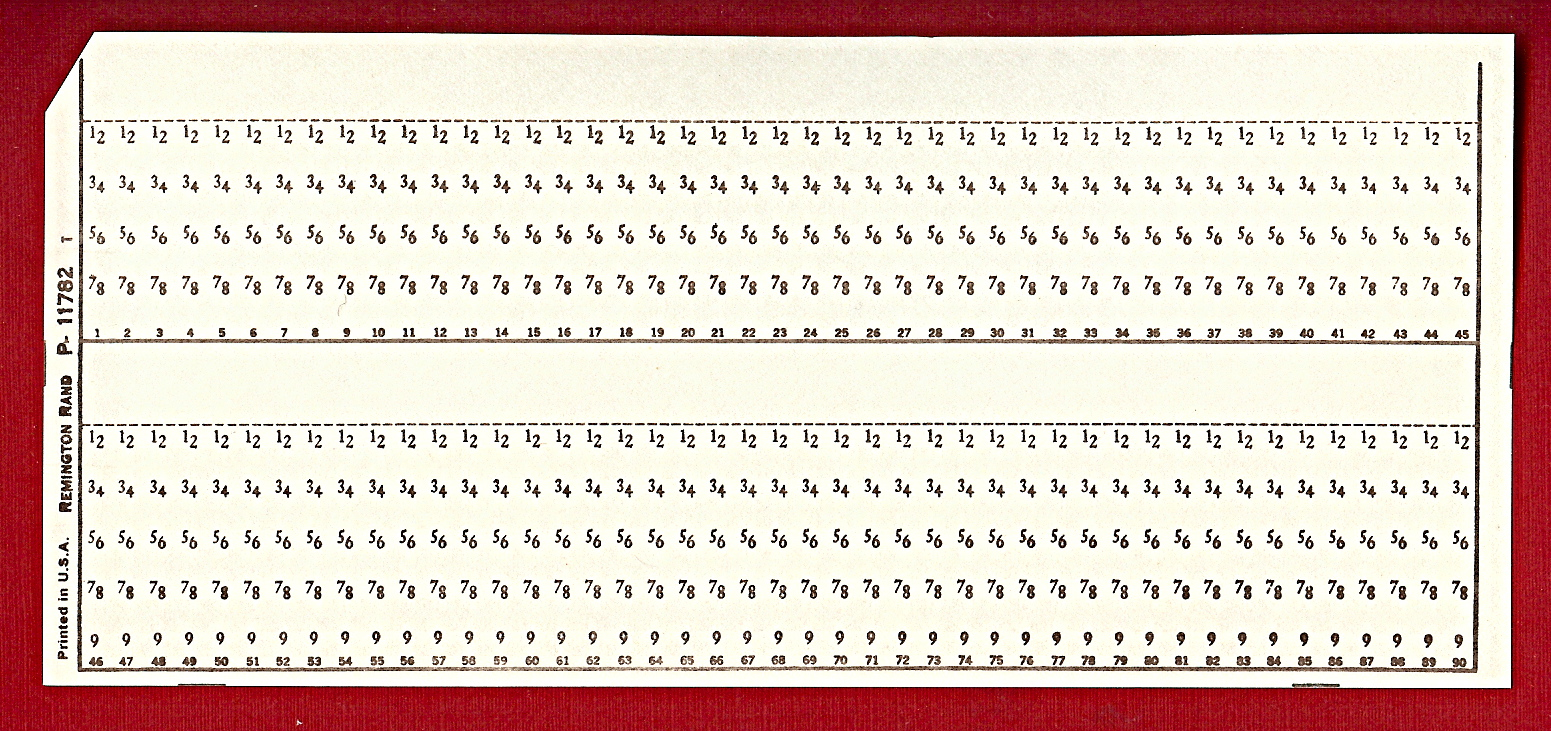
UNIVACの90欄カード（MIT博物館）。丸穴のパンチがされた。

レミントンランドのUNIVAC部門は自社の90欄カード用、IBMの80欄カード用のキーパンチ（丸穴）を製造・販売して、これらも日本を含めて世界的に使われた。

## 参考
1. ↑  Bell, T.F. (1895)  Jacquard Weaving and Designing, Longmans, Green And Co.
2. ↑   パンチカードシステムとの出会い （当時の様子がまとめられている。）
3. ↑  諏訪秀策, 「新製品・新技術紹介　IBM漢字情報処理システム」『情報管理』 1971年 14巻 7号 p.464-468, 科学技術振興機構, doi:10.1241/johokanri.14.464 の「2. IBM漢字鍵盤機構付29せん孔機」]
4. ↑  日立製作所のカードパンチ（情報処理学会コンピュータ博物館）